# Salmo 53
Il salmo 53 (52 secondo la numerazione greca) costituisce il cinquantatreesimo capitolo del Libro dei salmi.
È tradizionalmente attribuito al re Davide. È utilizzato dalla Chiesa cattolica nella liturgia delle ore.